# Maresché
Maresché is een gemeente in het Franse departement Sarthe (regio Pays de la Loire) en telt 700 inwoners (1999). De plaats maakt deel uit van het arrondissement Mamers.

## Geografie
De oppervlakte van Maresché bedraagt 15,0 km², de bevolkingsdichtheid is 46,7 inwoners per km².
De onderstaande kaart toont de ligging van Maresché met de belangrijkste infrastructuur en aangrenzende gemeenten.

## Demografie
Onderstaande figuur toont het verloop van het inwonertal (bron: INSEE-tellingen).